# 시린 교로 하라
시린 교로 하라(만주어: ᠰᡳᡵᡳᠨ
 ᡤᡳᠣᡵᠣ
ᡥᠠᠯᠠ Sirin Gioro Hala, 한국 한자: 西林覺羅氏 서림각라씨)는 만주족의 씨족으로 교로 하라의 지파이다.

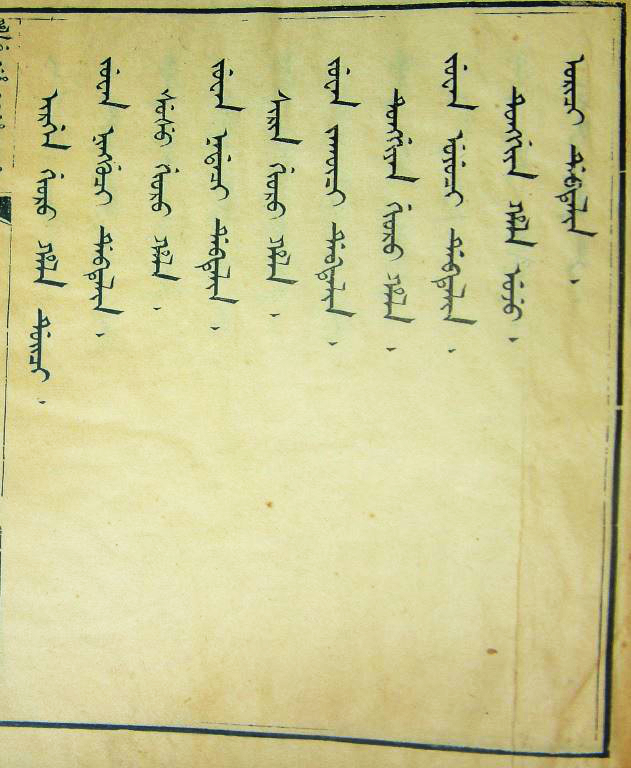
《팔기만주씨족통보(八旗满洲氏族通谱, Jakūn Gūsai Manjusai Mukūn Hala be Uheri Ejehe Bithe）》 33쪽

무쿤(穆昆, Mukūn)과 하라(哈拉, hala)의 연칭으로, 시린(Sirin, 西林)은 무쿤(穆昆: 가족 공동체)이요, 교로(Gioro, 覺羅)는 하라(哈拉: 씨족 공동체, 성씨)이다.
신해혁명으로 무능하고, 부패가 절정인 봉건전제의 청 제국이 와해되었지만, 진정한 공화정치가 실현되지 못하고 군벌의 통치가 뒤를 이었으며 민족 차별 정책이 수반되었다. 전국 각지의 주방팔기(駐防八旗)들은 예를 들어 서안·남경·항주·형주 등지에서 무고한 만주족 관병을 살해하는 사건이 도처에서 일어났다. 이에 따라 만주족 사람들은 어쩔 수 없이 한족(漢族)의 성씨로 바꾸는 것이 적지 않았다. 만주족이 많은 북경지역에서는 소수의 달관 · 현귀이기 때문에 족속과 성씨를 바꿀 방법이 없는 사람 이외에 일반적으로 만주인들은 족속과 성씨를 바꾸는 숫자가 적지 않았으며, 그렇지 않는다면 입에 풀질하고 살 방도조차 찾을 수도 없을 뿐만 아니라, 이미 가지고 있던 직장이나 일자리도 잃어버릴 수 밖에 없었다. 따라서 중화민국이 건립되자 시린 교로씨들은 한성(漢姓) 조(赵), 조(召), 악(岳), 황(黄), 이(李)로 가장했다.

## 출신 인물
- 시린 교로 오르타이 - 옹정제의 총신이자 고명대신.
- 시린 교로 으어창 - 오르타이의 조카.
- 시린 교로 구타이칭 - 시인.
- 영혜황귀비 - 동치제의 후궁.
- 영친왕